# Vesti la giubba
«Vesti la giubba» (en español: «Ponte el traje») es un aria para tenor de la ópera Pagliacci de Ruggero Leoncavallo, que se estrenó en 1892. Vesti la giubba se canta al final del primer acto, cuando Canio descubre la infidelidad de su esposa pero debe prepararse para un espectáculo haciendo su papel de «Pagliaccio», el payaso.
La grabación del aria por Enrico Caruso en 1902 fue la primera de la historia en vender un millón de copias.

## Libreto
| Original en italiano | Traducción al español |
| --- | --- |
| Recitar! Mentre preso dal delirio, non so più quel che dico, e quel che faccio! Eppur è d'uopo, sforzati! Bah! sei tu forse un uom? Tu se' Pagliaccio! Vesti la giubba, e la faccia infarina. La gente paga, e rider vuole qua. E se Arlecchin t'invola Colombina, ridi, Pagliaccio, e ognun applaudirà! Tramuta in lazzi lo spasmo ed il pianto in una smorfia il singhiozzo e 'l dolor, Ah! Ridi, Pagliaccio, sul tuo amore infranto! Ridi del duol, che t'avvelena il cor! | ¡Actuar! ¡Mientras preso del delirio, no sé ya lo que digo ni lo que hago! Y sin embargo, es necesario... ¡esfuérzate! ¡Bah! ¿Acaso eres tú un hombre? ¡Eres Payaso! Ponte el traje y empólvate el rostro. La gente paga y aquí quiere reír, y si Arlequín te roba a Colombina, ¡ríe, Payaso, y todos te aplaudirán! Transforma en bromas la congoja y el llanto; en una mueca los sollozos y el dolor. ¡Ah! ¡Ríe, Payaso, sobre tu amor despedazado! ¡Ríe del dolor que te envenena el corazón! |

## En la cultura popular
En la película The Untouchables de 1987, Robert De Niro, interpretando al líder mafioso Al Capone, presencia la obra de «Vesti la giubba», mientras uno de sus secuaces le informa de la muerte de uno de los policías encubiertos interpretado por Sean Connery. Durante esta escena, mientras el tenor canta «Ridi, Pagliaccio», Al Capone comienza a reírse de la noticia. 
La última estrofa de este aria es interpretada por Sideshow Bob en el episodio «The Italian Bob» de la telecomedia Los Simpson. Previamente, en el mismo episodio, Krusty el payaso interpreta una parodia de esta estrofa sacada de un famoso anuncio estadounidense de mediados del siglo XX. Además, Bob termina su actuación con la frase «La commedia è finita», procedente también de esta obra.
En la temporada 5 de Bob Esponja, en el episodio «Las dos caras de Calamardo», aparece este aria en el momento en que Bob empuja a Calamardo Guapo, mientras él está a punto de estrellarse contra un poste en el Krusty Krab, devolviéndolo a su estado normal.